# Mbati (Tunduru)
Mbati ist ein Verwaltungsbezirk (Ward) des Distrikts Tunduru in der tansanischen Region Ruvuma.

## Geografie
Mbati liegt im Süden von Tansania etwa 45 Kilometer Luftlinie südwestlich der Distrikthauptstadt Tunduru. Der Bezirk grenzt im Norden an Nampungu, im Osten an Mbesa, im Süden an Nalasi Mashariki und Mchoteka und im Westen an Marumba. Bei der Volkszählung 2022 lebten 7271 Menschen in 1860 Haushalten auf einer Fläche von 218 Quadratkilometern.

## Gliederung
Der Bezirk besteht aus drei Gemeinden (Mtaa) mit 21 Orten (Kitongoji):
| Mbati - Mwenge - Umoja - Nyerere - Kilimanjaro - Ruvuma - Muungano - Mandela - Nyasa - Mbati ya Leo | Mpanji - Shuleni - Kisiwani - Mtiti - Tupendane - Nakawea - Amboni | Mdabwa - Elimu - Ruvuma - Nguvu Mali - Kawawa - Chapakazi - Jiungeni |

## Wirtschaft und Infrastruktur
- Bildung: Im Bezirk gibt es keine weiterführende Schule.[8] Im Jahr 2024 wurde mit dem Bau einer weiterführenden Schule begonnen.[9]
- Gesundheit: In der Gemeinde Mbati liegt eine staatliche Apotheke.[10]